# Arthur Heygate Mackmurdo
Arthur Heygate Mackmurdo (London, 1851. december 12. – Wickham Bishops, 1942. március 15.) angol építész, formatervező (dizájner) és szociális reformer, az Arts and Crafts movement inspirátora.

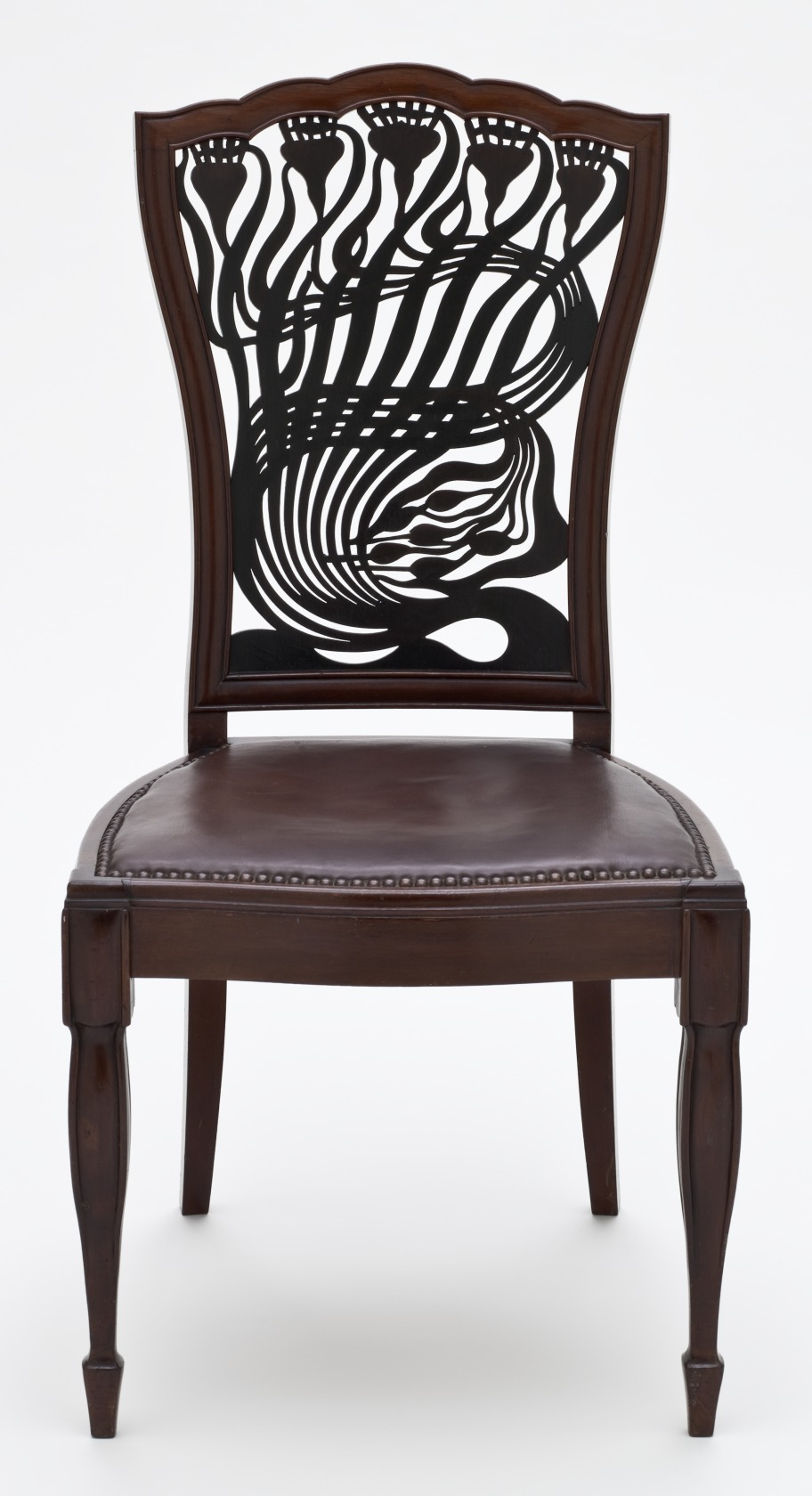
Mackmurdo-szék